# Операція (математика)
- +, плюс (додавання)

Елементарні арифметичні дії: +, плюс (додавання)
−, мінус (віднімання)
÷, знак ділення (ділення)
×, знак множення (множення)

Операція — це функція, яка відображає елементи множини в елементи тієї ж множини. Наприклад, операція над дійсними числами приймає дійсні числа та повертає дійсне число. Операція може приймати нуль або більше вхідних значень (також званих «операндами» або «аргументами») та повертає одне чітко визначене вихідне значення. Кількість операндів — арність операції.
Найбільш часто вивчаються бінарні операції (тобто операції арності 2), такі як додавання та множення, та унарні операції (тобто операції арності 1), такі як адитивна інверсія та мультиплікативна інверсія. Операція нульової арності, тобто операція без аргументів (англ. nullary), є константою. Мішаний добуток є прикладом операції арності 3, яку також називають тернарною операцією.
Загалом арність вважається скінченною. Однак іноді розглядаються операції з нескінченою арністю, і в цьому випадку «звичайні» операції скінченої арності називаються фінітарними операціями.
Часткова операція визначається подібно до операції, але з частковою функцією замість функції.

## Типи операцій

Бінарна операція приймає два аргументи і і повертає результат.

Існує два поширених типи операцій: унарні та бінарні. Унарні операції включають лише одне значення, як-от заперечення та тригонометричні функції. Бінарні операції, з іншого боку, приймають два значення та включають додавання, віднімання, множення, ділення та піднесення до степеня.
Операції можуть включати математичні об'єкти, відмінні від чисел. Логічні значення істина і хибність можна комбінувати за допомогою логічних операцій, таких як і, або та ні. Вектори можна додавати та віднімати. Обертання можна комбінувати за допомогою операції композиції функцій, виконуючи перше обертання, а потім друге. Операції над множинами включають бінарні операції об'єднання, перетину та унарну операцію доповнення. Операції над функціями включають композицію та згортку.
Операції можуть не бути визначені для кожного можливого значення її області визначення. Наприклад, дійсні числа не можна ділити на нуль або не можна брати квадратний корінь з від'ємних чисел. Значення, для яких визначено операцію, утворюють множину, яка називається її областю визначення або активною областю. Множина, яка містить отримані значення, називається кодоменом, але множина фактичних значень, які повертає операція, є її кодоменом визначення, активним кодоменом, образом або областю значень. Наприклад, на множині дійсних чисел операція зведення у квадрат повертає лише невід'ємні числа; кодомен – множина дійсних чисел, а область значень – невід'ємні числа.
Операції можуть включати різні об'єкти: вектор можна помножити на скаляр з утворенням іншого вектора (операція, відома як множення на скаляр), а операція скалярного добутку двох векторів створює скалярну величину. Операція може мати або не мати певних властивостей, наприклад, вона може бути асоціативною, комутативною, антикомутативною, ідемпотентною тощо.
Значення, які передаються, називаються операндами, аргументами або вхідними даними, а отримане значення називається значенням, результатом або виходом. Кількість вхідних даних операції може бути довільною: від нуля (без вхідних даних) до нескінченності (з нескінченною кількістю вхідних даних), включаючи випадки з одним, двома чи більше вхідними даними.
Оператор подібний до операції тим, що він посилається на символ або процес, який використовується для позначення операції. Тому вони мають різну точку зору. Наприклад, часто говорять про «операцію додавання», коли зосереджуються на операндах і результаті, але зміщують акцент на «операторі додавання», коли зосереджуються на процесі, або з більш символічної точки зору, функції +: X × X → X (де X — це множина, така як множина дійсних чисел).

## Визначення
n-арна операція ω на множині X є функцією ω: Xn → X. Множину Xn називають областю визначення операції, вихідну множину називають кодоменом операції, а фіксоване ціле невід'ємне число n (кількість операндів) називають арністю операції. Таким чином, унарна операція має арність один, а бінарна операція має арність два. Операція нульової арності, яка називається операцією без аргументів (англ. nullary), є просто елементом кодомена Y. n-арну операцію також можна розглядати як (n + 1)-арне відношення, яке є повним у своїх n областях визначення і унікальним у його області значень.
n-арна часткова операція ω з Xn на X є частковою функцією ω: Xn → X. n-арна часткова операція також може розглядатися як (n + 1)-арне відношення, яке є унікальним у своїй області значень.
Описане вище визначення зазвичай відносять до фінітарних операцій, які характеризуються скінченою кількістю операндів (значення n). Існують очевидні розширення цього визначення, де арність є нескінченним порядковим чи кардинальним числом, або навіть довільною множиною, яка індексує операнди.
Часто використання терміна операція передбачає, що область визначення функції включає ступінь кодомена (тобто декартів добуток однієї чи кількох копій кодомена), хоча це в жодному разі не загальний випадок, як у прикладі скалярного добутку, де в результаті множення векторів отримують скаляр. n-арна операція ω: Xn → X називається внутрішньою операцією. n-арна операція ω: Xi × S × Xn − i − 1 → X де 0 ≤ i < n називається зовнішньою операцією відносно скалярної множини або множини операторів S. Зокрема, для бінарної операції, ω: S × X → X називається лівою зовнішньою операцією відносно S, а ω: X × S → X називається правою зовнішньою операцією відносно S. Прикладом внутрішньої операції є додавання векторів, де результатом додавання двох векторів є вектор. Прикладом зовнішньої операції є множення на скаляр, коли вектор множиться на скаляр і в результаті отримується вектор.
n-арна мультифункція або мультиоперація ω — це відображення декартового степеня множини в множину підмножин цієї множини, формально {\displaystyle \omega :X^{n}\rightarrow {\mathcal {P}}(X)}.